# Coriza
La coriza (del llatí tardà coryza, del grec kóryza) és la inflamació aguda de la mucosa nasal caracteritzada per escorriment nasal transparent, groc o amb una mescla de sang, podent estar acompanyada d'esternuts i obstrucció nasal. Habitualment causada per una infecció vírica complicada posteriorment per una sobreinfecció bacteriana.

## Etiologia i Quadre clínic
Entre els agents etiològics més freqüents es troben:
- Rinitis al·lèrgica: inflamació de la mucosa que recobreix el nas, sent normalment desencadenada per la pols, pol·len o canvis en el clima. Normalment s'acompanya d'esternuts, picor i obstrucció nasal per secreció nasal transparent.
- Infecció vírica: deguda a diferents tipus de virus, com ara el rinovirus, el virus sincicial respiratori i, l'adenovirus i l'herpesvirus, durant la seua afecció prenatal (part de TORCH). Sovint la secreció nasal és transparent.
- Infecció bacteriana: normalment causada per una rinitis bacteriana. Secreció nasal groguenca o verdosa.[2]

## Tractament
El tractament de la coriza es realitza normalment amb medicaments pal·liatius, és a dir, que alleugeren els símptomes, en aquest cas que disminueixen la inflamació i irritació de la mucosa nasal, són recomanats en la majoria dels casos la utilització de medicaments que combaten la grip i l'al·lèrgia, com ara són els antihistamínics, els antiinflamatoris no esteroidals i els antipirètics. A més, és important rentar-se bé les mans, evitar ambients amb molta gent i amb poca ventilació, i realitzar una neteja nasal periòdica per a obrir les vies nasals i permetre l'eixida de l'agent causant. Com que la principal causa té un origen víric i, per tant, els antibiòtics no són útils.